# ویلیام تامپسون (کماندار)
ویلیام تامپسون (انگلیسی: William Thompson; ۱۰ مارس ۱۸۴۸ – ۱۲ اوت ۱۹۱۸) کماندار اهل ایالات متحده آمریکا بود.